# Saint-Romain-de-Popey
Saint-Romain-de-Popey ist eine französische Gemeinde mit 1.703 Einwohnern (Stand: 1. Januar 2022) im Département Rhône in der Region Auvergne-Rhône-Alpes. Sie gehört zum Arrondissement Villefranche-sur-Saône und zum Kanton Tarare.

## Geographie
Saint-Romain-de-Popey liegt etwa 25 Kilometer westnordwestlich von Lyon im Weinbaugebiet Bourgogne. Der Turdine durchquert den Norden der Gemeinde. Umgeben wird Saint-Romain-de-Popey von den Nachbargemeinden 
- Vindry-sur-Turdine mit Pontcharra-sur-Turdine im Nordwesten und Les Olmes im Norden,
- Sarcey im Nordosten,
- Bully im Osten,
- Savigny im Süden und Südosten,
- Ancy im Süden und Südwesten,
- Saint-Forgeux im Westen.

Am Nordrand der Gemeinde führt die Autoroute A89 entlang.

## Bevölkerungsentwicklung
| Jahr                       | 1962 | 1968 | 1975 | 1982 | 1990 | 1999 | 2006 | 2018 |
| Einwohner                  | 768  | 732  | 707  | 870  | 1010 | 1203 | 1384 | 1567 |
| Quellen: Cassini und INSEE |      |      |      |      |      |      |      |      |

## Sehenswürdigkeiten
- Kapelle Clévy
- Schloss Avauges aus dem 17. Jahrhundert, Monument historique seit 1981

## Persönlichkeiten
- François Perroux (1903–1987), Ökonom

## Weblinks

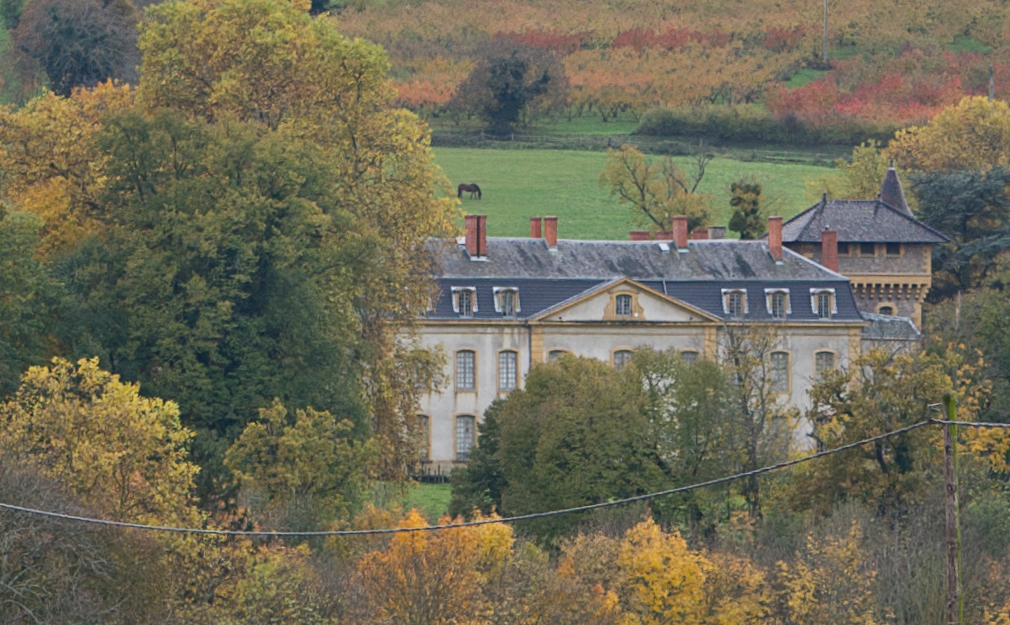
Schloss Avauges